# Graphoderus
Graphoderus é um género de escaravelho da família Dytiscidae.
Este género contém as seguintes espécies:
- Graphoderus austriacus
- Graphoderus bilineatus
- Graphoderus cinereus
- Graphoderus zonatus